# Levenhookia chippendalei
Levenhookia chippendalei är en tvåhjärtbladig växtart som beskrevs av R. Erickson och J. H. Willis. Levenhookia chippendalei ingår i släktet Levenhookia och familjen Stylidiaceae. Inga underarter finns listade i Catalogue of Life.